# Qualificazioni al campionato mondiale di calcio 1950
34 squadre partecipano alle qualificazioni per il Campionato mondiale di calcio 1950 per un totale di 16 posti disponibili per partecipare alla fase finale del torneo. Il Brasile (come paese ospitante) e l'Italia (come campione in carica) sono qualificate automaticamente, lasciando così solo 14 posti per la fase finale.
Le 32 squadre rimanenti furono suddivise in 10 gruppi, basati su criteri geografici:
- gruppi da 1 a 6 - Europa: 7 posti, contesi da 18 squadre (compresi Israele, Siria e Turchia);
- gruppi 7 e 8 - Sudamerica: 4 posti, contesi da 7 squadre;
- gruppo 9 - Nordamerica, Centroamerica e Caraibi: 2 posti, contesi da 3 squadre;
- gruppo 10 - Asia: 1 posto, conteso da 4 squadre.

A causa dei ritiri di Scozia, Turchia e India solo 13 squadre disputarono la fase finale della Coppa del Mondo.
Per la terza volta consecutiva le squadre sudamericane si qualificarono automaticamente dopo i ritiri delle avversarie.
19 squadre hanno giocato almeno una partita di qualificazione; le partite giocate sono state 26, con 121 gol segnati (con una media di 4,65 gol a partita).
All'inizio del 1950 c'erano ben due nazionali irlandesi avversarie: l'Irlanda del Nord, rappresentata dalla IFA, e la Repubblica d'Irlanda, rappresentata dalla FAI. Entrambe le associazioni rivendicavano la giurisdizione su tutta l'isola irlandese e selezionarono giocatori provenienti da tutto il suo territorio. Conseguentemente molti giocatori irlandesi (anche molto famosi) in quel periodo giocarono per entrambe le formazioni. Quattro giocatori, Tom Aherne, Reg Ryan, Davy Walsh e Con Martin, addirittura giocarono sia per l'Irlanda sia per l'Irlanda del Nord nelle gare di qualificazione alla Coppa del Mondo 1950. La FIFA intervenne, dopo le proteste della FAI, e decise allora che la convocazione dei giocatori fosse condizionata all'appartenenza all'uno o all'altro stato, basandosi sui confini politici. Nel 1953 la FIFA stabilì che nessuna squadra avrebbe potuto chiamarsi "Irlanda", decretando che la squadra associata alla FAI si sarebbe chiamata Repubblica d'Irlanda, mentre quella associata alla IFA si sarebbe chiamata Irlanda del Nord.

## Gruppi
I 10 gruppi avevano regole diverse per la qualificazione:
- Il gruppo 1 era composto da 4 squadre, che si sarebbero sfidate in gare di sola andata; si sarebbero qualificate le prime due classificate;
- I gruppi 2, 3 e 4 erano composti da 3 squadre ciascuno, di cui una, la più forte, veniva considerata una sorta di odierna testa di serie. Lo svolgimento era articolato in due fasi:
  - Prima Fase: la squadra più forte veniva promossa direttamente alla Seconda Fase, mentre le altre due si sfidavano in gare di andata e ritorno; la vincitrice si sarebbe qualificata alla Seconda Fase;
  - Seconda Fase: la squadra più forte e la vincitrice della Prima Fase si sfidavano in gare di andata e ritorno; si sarebbe qualificata la vincitrice;
- Il gruppo 5 era composto da 3 squadre, che si sarebbero sfidate in gare di andata e ritorno; si sarebbe qualificata la vincitrice;
- Il gruppo 6 era composto da 2 squadre, che si sarebbero sfidate in gare di andata e ritorno; si sarebbe qualificata la vincitrice;
- Il gruppo 7 era composto da 3 squadre, che si sarebbero sfidate in gare di andata e ritorno; si sarebbero qualificate le prime due classificate;
- Il gruppo 8 era composto da 4 squadre, che si sarebbero sfidate in gare di andata e ritorno; si sarebbero qualificate le prime due classificate;
- Il gruppo 9 era composto da 3 squadre, che si sarebbero sfidate in gare di andata e ritorno; si sarebbero qualificate le prime due classificate;
- Il gruppo 10 era composto da 4 squadre, che si sarebbero sfidate in gare di andata e ritorno; si sarebbe qualificata la vincitrice.

### Gruppo 1 (Europa)
Inghilterra e  Scozia qualificate. La Scozia rinunciò per motivi d'onore e la FIFA offrì il posto alla Francia, seconda classificata nel gruppo 3, che inizialmente accettò, ma in seguito si ritirò dopo che una sua protesta contro il calendario della fase finale della Coppa del Mondo fu respinta, allora la FIFA offrì il posto all'Irlanda, seconda classificata nel gruppo 5, che però rifiutò, allora la FIFA decise di non offrire ad altri quel posto, lasciando la fase finale della Coppa del Mondo con una squadra in meno.

### Gruppo 2 (Europa e Asia)

#### Prima fase
- 20 novembre 1949, Ankara, Turchia:  Turchia -  Siria 7-0

La Siria si ritirò e la gara di ritorno non fu disputata.
 Turchia qualificata alla Seconda Fase.

#### Seconda fase
L'Austria si ritirò, dunque la Turchia si qualificò automaticamente, ma anch'essa si ritirò, allora la FIFA offrì il posto al Portogallo, secondo classificato nel gruppo 6, che però rifiutò, allora la FIFA decise di non offrire ad altri quel posto, lasciando la fase finale della Coppa del Mondo con due squadre in meno.

### Gruppo 3 (Europa e Asia)

#### Prima fase
- 21 agosto 1949, Belgrado, Jugoslavia:  Jugoslavia -  Israele 6-0
- 18 settembre 1949, Tel Aviv, Israele:  Israele -  Jugoslavia 2-5

Classifica:  Jugoslavia 4,  Israele 0
 Jugoslavia qualificata alla Seconda Fase.

#### Seconda fase
- 9 ottobre 1949, Belgrado, Jugoslavia:  Jugoslavia -  Francia 1-1
- 30 ottobre 1949, Colombes, Francia:  Jugoslavia -  Francia 1-1

Classifica:  Jugoslavia 2,  Francia 2
Francia e Jugoslavia disputarono uno spareggio.
- 11 dicembre 1949, Firenze, Italia:  Jugoslavia -  Francia 3-2 (dts)

 Jugoslavia qualificata.

### Gruppo 4 (Europa)

#### Prima fase
- 26 giugno 1949, Zurigo, Svizzera:  Svizzera -  Lussemburgo 5-2
- 18 settembre 1949, Lussemburgo, Lussemburgo:  Lussemburgo -  Svizzera 2-3

Classifica:  Svizzera 4,  Lussemburgo 0.
 Svizzera qualificata alla Seconda Fase.

#### Seconda fase
Belgio si ritirò.
 Svizzera qualificata automaticamente.

### Gruppo 5 (Europa)
|           | Risultato |           | Città e data                         |
| --------- | --------- | --------- | ------------------------------------ |
| Svezia    | 3 - 1     | Irlanda   | Solna (Svezia), 2 giugno 1949        |
| Irlanda   | 3 - 0     | Finlandia | Dublino (Irlanda), 8 settembre 1949  |
| Finlandia | 1 - 1     | Irlanda   | Helsinki (Finlandia), 9 ottobre 1949 |
| Irlanda   | 1 - 3     | Svezia    | Dublino (Irlanda), 13 novembre 1949  |

La Finlandia si ritirò e le rimanenti partite non furono disputate.
| Squadra      | Pt | G | V | N | P | RF | RS |
| ------------ | -- | - | - | - | - | -- | -- |
| 1. Svezia    | 4  | 2 | 2 | 0 | 0 | 6  | 2  |
| 2. Irlanda   | 3  | 4 | 1 | 1 | 2 | 6  | 7  |
| 3. Finlandia | 1  | 2 | 0 | 1 | 1 | 1  | 4  |

### Gruppo 6 (Europa)
|            | Risultato |            | Città e data                        |
| ---------- | --------- | ---------- | ----------------------------------- |
| Spagna     | 5 - 1     | Portogallo | Madrid (Spagna), 2 aprile 1950      |
| Portogallo | 2 - 2     | Spagna     | Lisbona (Portogallo), 9 aprile 1950 |

| Squadra       | Pt | G | V | N | P | RF | RS |
| ------------- | -- | - | - | - | - | -- | -- |
| 1. Spagna     | 3  | 2 | 1 | 1 | 0 | 7  | 3  |
| 2. Portogallo | 1  | 2 | 0 | 1 | 1 | 3  | 7  |

### Gruppo 7 (Sudamerica)
Argentina si ritirò.
 Bolivia e  Cile qualificati automaticamente.  Bolivia e  Cile giocarono i due rispettivi scontri diretti, che la FIFA però non considerò ufficiali.

### Gruppo 8 (Sudamerica)
Ecuador e  Perù si ritirarono.
 Uruguay e  Paraguay qualificati automaticamente.

### Gruppo 9 (Nordamerica, Centroamerica e Caraibi)
|             | Risultato |             | Città e data                                   |
| ----------- | --------- | ----------- | ---------------------------------------------- |
| Messico     | 6 - 0     | Stati Uniti | Città del Messico (Messico), 4 settembre 1949  |
| Messico     | 2 - 0     | Cuba        | Città del Messico (Messico), 11 settembre 1949 |
| Stati Uniti | 1 - 1     | Cuba        | Città del Messico (Messico), 14 settembre 1949 |
| Messico     | 6 - 2     | Stati Uniti | Città del Messico (Messico), 18 settembre 1949 |
| Stati Uniti | 5 - 2     | Cuba        | Città del Messico (Messico), 21 settembre 1949 |
| Messico     | 3 - 0     | Cuba        | Città del Messico (Messico), 25 settembre 1949 |

| Squadra        | Pt | G | V | N | P | RF | RS |
| -------------- | -- | - | - | - | - | -- | -- |
| 1. Messico     | 8  | 4 | 4 | 0 | 0 | 17 | 2  |
| 2. Stati Uniti | 3  | 4 | 1 | 1 | 2 | 8  | 15 |
| 3. Cuba        | 1  | 4 | 0 | 1 | 3 | 3  | 11 |

### Gruppo 10 (Asia)
Birmania,  Filippine e  Indonesia si ritirarono.
 India qualificata automaticamente, ma dopo che la FIFA impedì ai calciatori indiani di giocare a piedi nudi si ritirò, allora la FIFA decise di non offrire ad altri quel posto, lasciando la Coppa del Mondo con tre squadre in meno.

## Squadre qualificate

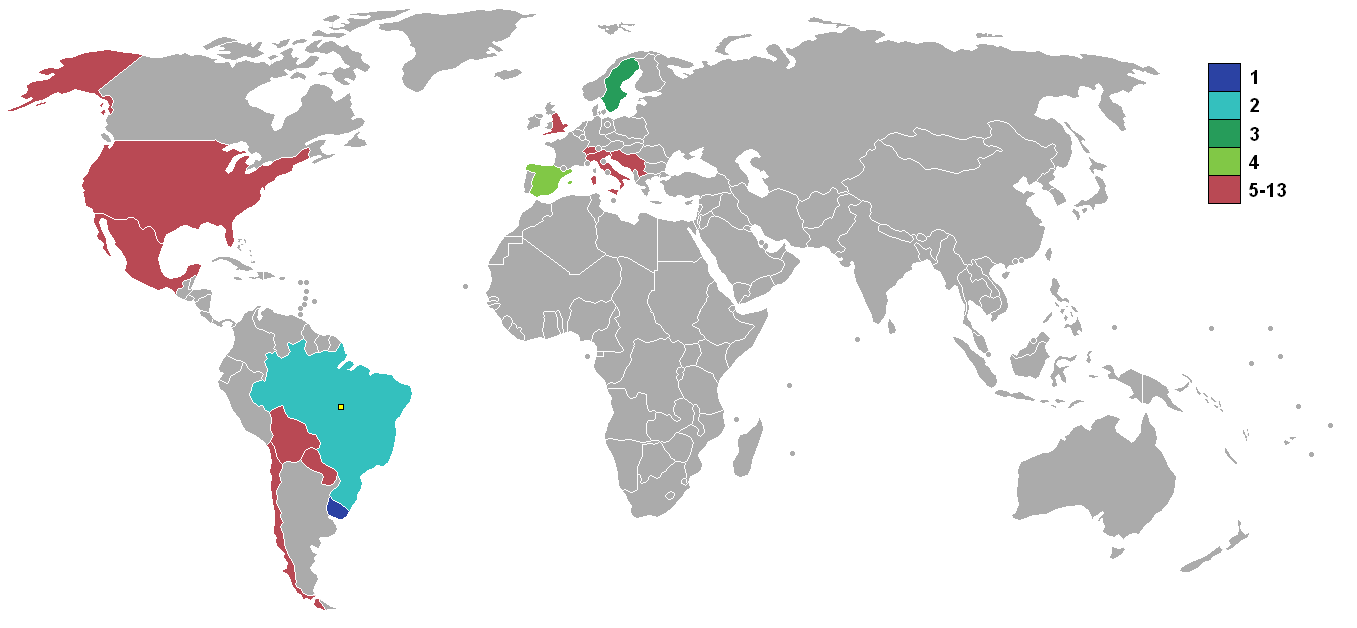
Le nazioni qualificate per il campionato mondiale di calcio del 1950

| Nazione     | Numero di presenze | Numero di presenze consecutive | Ultima apparizione |
| ----------- | ------------------ | ------------------------------ | ------------------ |
| Bolivia     | 2                  | 1                              | 1930               |
| Brasile     | 4                  | 4                              | 1938               |
| Cile        | 2                  | 1                              | 1930               |
| India       | 0                  | 0                              | ritirata           |
| Inghilterra | 1                  | 1                              | esordiente         |
| Italia      | 3                  | 3                              | 1938               |
| Jugoslavia  | 2                  | 1                              | 1930               |
| Messico     | 2                  | 1                              | 1930               |
| Paraguay    | 2                  | 1                              | 1930               |
| Scozia      | 0                  | 0                              | ritirata           |
| Spagna      | 2                  | 1                              | 1934               |
| Stati Uniti | 3                  | 1                              | 1934               |
| Svezia      | 3                  | 3                              | 1938               |
| Svizzera    | 3                  | 3                              | 1938               |
| Turchia     | 0                  | 0                              | ritirata           |
| Uruguay     | 2                  | 1                              | 1930               |